# 陳栢 (嘉靖庚戌進士)
陳栢（1506年—1580年），字憲卿，號太蒙、又号蘇山，湖廣承天府沔陽州人，軍籍，明朝政治人物。

## 生平
自幼聰穎絕倫，十二歲時得知州李濂稱讚，與童承敘齊名。嘉靖七年（1528年）中式戊子科湖廣鄉試第七十六名舉人。嘉靖二十九年（1550年）中式庚戌科二甲九十二名進士。丁父忧归。三十三年授兵部職方司主事，與程文德、鄒守益友好。三十七升武库司郎中，改职方司，因不附嚴嵩，出為山西井陘兵備副使，数月後因母亲去世归乡。四十二年癸亥京察革职。在家建見江南阁，闭门读书。隆慶二年以子文燭考最，詔以原官致仕。萬曆八年庚辰三月去世，享年七十五歲。

## 著作
著有《蘇山集》傳世。

## 家族
曾祖陳勉，旌表義民；祖父陳瓚；父陳泮，母吳氏。具庆下。兄梓、杞（监生）、松（监生）。弟栗、楠、札、格（监生）、楹、柱、枢、楼、棐。
有子陈文烛。